# Имати и немати (филм)
Имати и немати (енгл. To Have and Have Not) је амерички филм из 1944. који је базиран на истоименом роману Ернеста Хемингвеја. Филм је режирао Хауард Хокс, док главне улоге играју: Хамфри Богарт и Лорен Бакол.

## Радња
Лука Fort-de-France, лето 1940. Последице нацистичке окупације Француске нису мимоишле ни њено карипско острво  Martinique на коме су власт преузели  колаборационисти.
Чини се да се рат не тиче ноншалантног Харија Моргана званог Стив (Х. Богарт), власника рибарског брода који са својим шепртљастим помоћником Едиејем (Волтер Бренан) свакодневно одлази у риболов.
Али члан француског Покрета отпора Жерар (M. Dalio) замоли Харија да помогне да се потајно доведе на острво један од месних вођа отпора Paula de Bursaca (W. Molnar) и његова супруга Hellene (D. Moran). Хари првобитно одбија, али се предомисли када истовремено одлучи да помогне и лепој пјевачици Марие (Лорен Бакол) која такође има проблема с властима.

## Улоге
| Глумац         | Улога                  |
| -------------- | ---------------------- |
| Хамфри Богарт  | Harry Morgan           |
| Лорен Бакол    | Marie 'Slim' Browning  |
| Волтер Бренан  | Eddie                  |
| Долорес Моран  | Mme. Hellene de Bursac |
| Хоги Кармајкел | Cricket                |